# Jakob von Washington

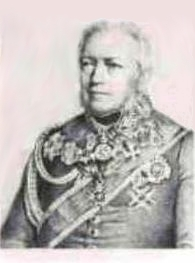
Jakob Freiherr von Washington

Jakob Washington, seit 1829 Freiherr von Washington (* 1778 vermutlich in Den Haag; † 5. April 1848 in Notzing), auch Jacobus oder auf Englisch James genannt, war ein Generalleutnant der bayerischen Armee niederländischer Herkunft. Er war ein sehr entfernter Verwandter des ersten US-Präsidenten George Washington.

## Biografie

### Herkunft
Jakob Washington war in der fünften Generation ein Nachkomme des Rotterdamer Zweiges der Familie Washington, aus der eine Reihe bedeutender Offiziere der niederländischen Streitkräfte hervorgingen. Deren Familiengeschichte reicht bis ins England des 12. Jahrhunderts zurück. Sir Robert Washington († 1324) war Urahn des sogenannten Sulgrave-Manor-Zweigs der Familie. Ein Nachkomme dieses Zweigs, John Washington (um 1631–1677), wanderte 1657 nach Virginia aus und war der Urgroßvater George Washingtons. Der Bruder von Sir Robert war Sir John Washington († 1331), der den Familienzweig Hallhead-Hall/Adwick-le-Street gründete. Nachkommen dieses Zweigs emigrierten um die gleiche Zeit nach Holland und wurden die Vorfahren von Jakob Washington.

### Militärische Laufbahn

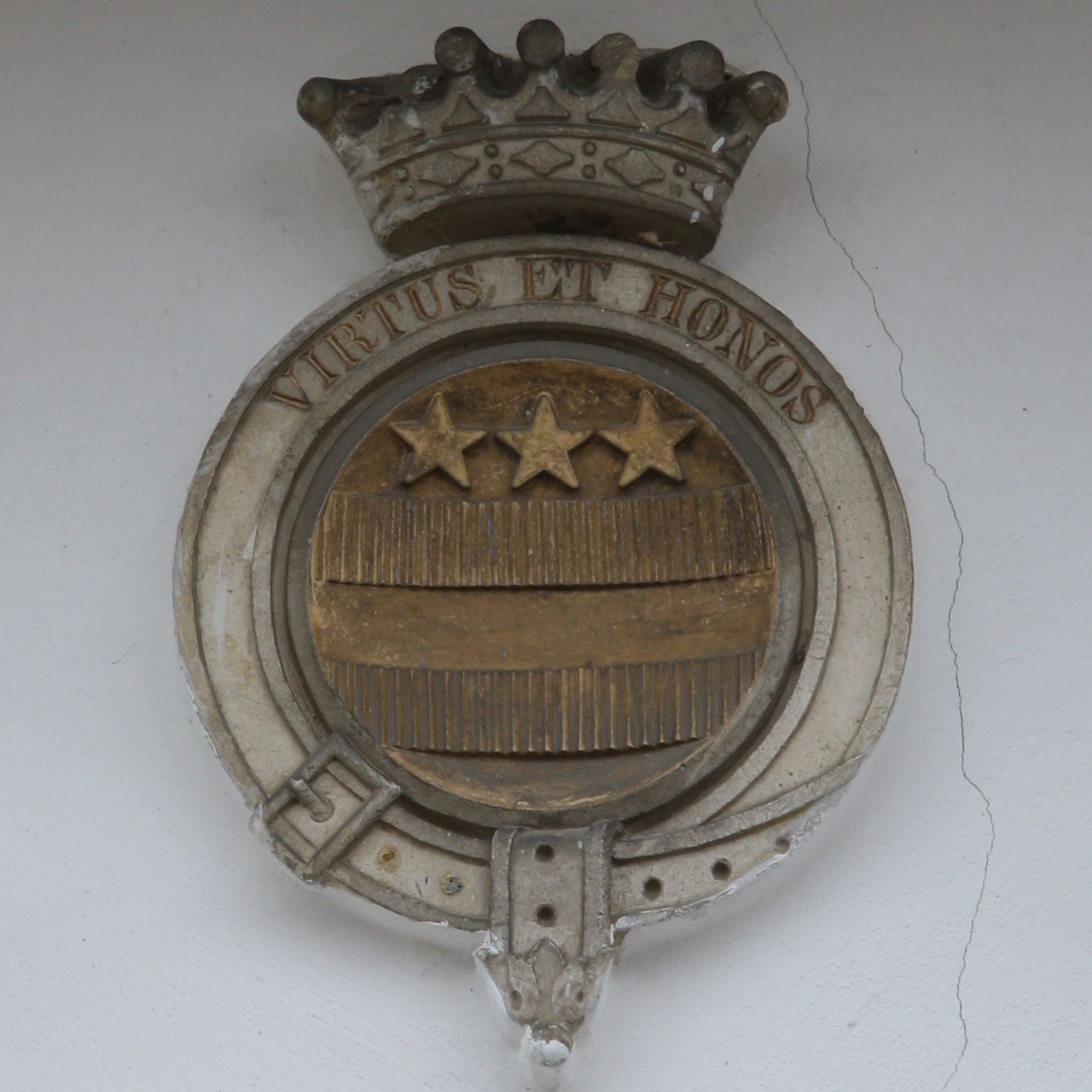
Wappen der Familie Washington am Grab in Notzing, Bayern

Im Ersten Koalitionskrieg kämpfte Washington gegen die französischen Revolutionsarmeen und bot 1799 George Washington seine Dienste im Quasi-Krieg der USA gegen Frankreich an, dieser lehnte jedoch ab. Jakob Washington wanderte darauf über Paris nach Bayern aus und trat dort ins Heer ein. Der damalige Kronprinz Ludwig wurde auf ihn aufmerksam und machte ihn zu seinem Adjutanten. Washington begleitete den Kronprinzen 1807 zu den Verhandlungen für den Frieden von Tilsit, wo Napoleon sich mit dem russischen Zaren auf die Teilung Europas einigte. Washington wurde in den Folgejahren zum Oberst befördert und zum Hofmarschall ernannt. Beim Wiener Kongress zählte er wieder zum Gefolge des Kronprinzen. Nachdem Napoleon 1815 aus Elba zurückgekehrt war, unterschrieb Washington am 7. Juni 1815 in Brüssel einen Vertrag mit den Briten, der diesen Unterstützung der bayerischen Streitkräfte zusicherte. Er war allerdings der einzige Bayer in der Schlacht bei Waterloo, da die bayerischen Truppen zu diesem Zeitpunkt bei Saarbrücken standen und erst nach dem endgültigen Fall Napoleons nach Frankreich einmarschierten.
Auf Grund seiner Verdienste wurde Generalmajor Washington am 8. Dezember 1829 zum Freiherrn erhoben. Ludwig I. ernannte ihn zu seinem Generaladjutanten sowie zum Generalleutnant und königlichen Kämmerer. 
Washington erhielt zahlreiche Auszeichnungen, 1843 wurde er während einer Englandreise von Königin Victoria als Honorary Knight Commander des Order of the Bath ausgezeichnet. Er war Großkreuzritter des Verdienstordens der bayerischen Krone, Ritter des königlichen Ludwigsordens, Kommandeur des königlich griechischen Erlöser-Ordens, Ritter der französischen Ehrenlegion und des königlich niederländischen Löwenordens. 

### Familie

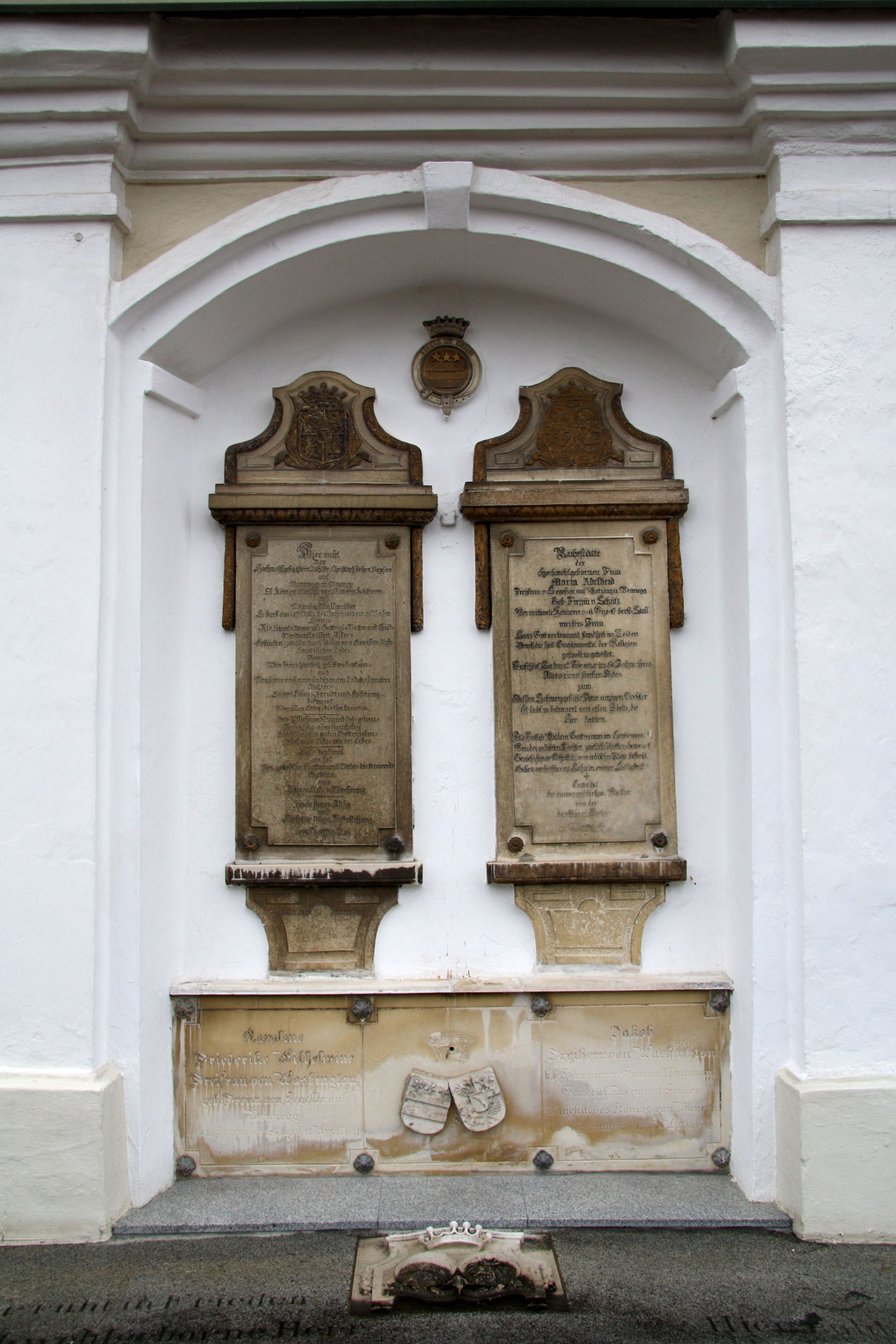
Grab der Familie Washington bei St. Nikolaus in Notzing

Washingtons erste Gattin war Antonie Freiin von Verger, verwitwete Freifrau Lochner von Hüttenbach (1788–1831). Gemeinsam hatten sie den Sohn Maximilian Emanuel von Washington. Nach deren Tod heiratete er 1833 Caroline Freiin Segesser von Brunegg (1801–1841), Tochter des königlich bayerischen Kämmerers und Oberststallmeisters Franz Christoph Segesser von Brunegg auf Notzing. Durch sie erhielt er das Schloss Notzing in der Nähe von Erding (heute in der Gemeinde Oberding). Aus dieser Ehe ging Carl Theodor von Washington hervor. 
Jakob Washington blickte mit Stolz auf seine Verwandtschaft zum ersten US-Präsidenten: Er übernahm als Familienwahlspruch dessen Motto Exitus acta probat (lat.: „Das Ergebnis billigt die Tat“), in seinem Schloss hingen mehrere Porträts des Präsidenten. Dennoch war er ein treuer Untertan seines Monarchen. Er starb 16 Tage nach dessen Abdankung. Er ruht mit seiner Frau Caroline und einem Sohn Carl gemeinsam neben dem Eingang zur Dorfkirche von Notzing. Neben deren Eingang befindet sich außen ein Gedenkstein mit den Sternen und Balken des Familienwappens: drei rote Sterne und zwei rote Balken auf silbernem Grund, die sich auch in der Flagge des District of Columbia finden.